# Geophilus pusillifrater
Geophilus pusillifrater är en mångfotingart som beskrevs av Karl Wilhelm Verhoeff 1898. Geophilus pusillifrater ingår i släktet Geophilus och familjen storjordkrypare.
Artens utbredningsområde är Bosnien. Inga underarter finns listade i Catalogue of Life.